# 吴德耀
吳德耀（1915年—1994年），海南文昌人，教育家、政治學家，曾擔任臺灣東海大學、新加坡南洋大學校長。

## 生平
1915年，吳德耀生於廣東省文昌縣，九歲移居檳城。1936年畢業於鍾靈中學，後入金陵大學學習，1940年獲文學士學位後赴美留學，1942年，獲塔夫茲大學弗萊徹法律外交學院碩士，1946年獲哈佛大學政治學博士學位。畢業後任麻省理工學院政治系研究員。後從事外交工作，曾在聯合國祕書處任職。曾經協助參與起草“世界人權宣言”。
1951年，與芳衛廉（William P. Fenn）共同發表芬吳報告書，奠定馬來西亞多元語言教育政策。1954年到台灣協助創辦东海大学，任政治系教授兼文學院院长；1956年至1971年間，出任東海大學校長。1971年至1975年，任新加坡大學政治學教授兼政治系主任。
1975年至1980年在南洋大學先後任政治行政系教授、研究院院長、南洋大學校長。1980年任新加坡國立大學政治學教授，退休後亦兼任東亞哲学研究所所長。新加坡儒家思想教育的主要設計者。被稱為「海南一代哲人」。主要代表著作有《人與社會》、《東方政治——西方政治》、《國際政治研究》、《中國文化的根源》、《政治歷史文化古今談》、《列國春秋》。
退休後居住於新加坡裕廊東。1994年3月底來台探視兒孫，4月14日突患中風，送新光醫院急救，17日因急救無效而逝世，享壽78歲。

## 外部連結
- 新加坡文獻館介紹（页面存档备份，存于）
- 東海大學介紹（页面存档备份，存于）